# سورا اسکندرلی
سورا اسکندرلی (به ترکی آذربایجانی: Sura İsgəndərli؛ به ترکی استانبولی: Sura İskenderli) خواننده و ترانه‌سرای موسیقی پاپ اهل جمهوری آذربایجان است. موفقیت‌های مهم او با آهنگ‌های «بیر داها یاک» و «یارام دِریندن» بود که دارای محبوبیت زیادی در ترکیه و ایران بودند. در سال ۲۰۱۹، «بیر داها یاک» نامزد دریافت جایزهٔ ترانهٔ سال در جوایز پروانه طلایی شد. در فوریهٔ سال ۲۰۲۰، وی جایزه بهترین خوانندهٔ پاپ را در چهارمین دورهٔ جوایز ستاره‌های موسیقی دریافت کرد و همسر وی لیل اورخان است.

## آهنگ‌شناسی

### آلبوم‌ها
- کورکولاریم(۲۰۱۹)

### تک آهنگ‌ها
- «نیه» (به ترکی استانبولی: Niye)(۲۰۱۹)
- «یارام دِریندن» (به ترکی استانبولی: Yaram Derinden)(۲۰۱۹)
- «دُن» (به ترکی استانبولی: Dön)(۲۰۱۹)
- «یالانلار» (به ترکی استانبولی: Yalanlar)(۲۰۱۹)
- «محتاچ» (محتاج)(به ترکی استانبولی: Möhtaç)(۲۰۱۹)
- «کورکولاریم» (به ترکی استانبولی: Korkularım)(۲۰۱۹)
- «بیر داها یاک» (به ترکی استانبولی: Bir Daha Yak)(۲۰۱۹)
- «هایالِت» (به ترکی استانبولی: Hayalet)(۲۰۲۰)
- «دینله» (به ترکی استانبولی: Dinle)(۲۰۲۰)
- «تاشتان یورِک» (به ترکی استانبولی: Taştan Yürek)
- «کارانلیک» (به ترکی استانبولی: Karanlık)(۲۰۲۱)
- «سَن آل جانیمی» (به ترکی استانبولی: Sen Al Canımı)(۲۰۲۱)
- «کاندیرما» (به ترکی استانبولی: Kandırma)(۲۰۲۱)
- «یوک» (به ترکی استانبولی: Yok)(۲۰۲۱)
- «سَن اولمادان» (همراه با لیل اورخان)(به ترکی آذربایجانی: Sən Olmadan)(۲۰۲۱)
- «سِزَنلَر اولموش» (به ترکی استانبولی: Sezenler Olmuş) (۲۰۲۲)
- «سِنینله» (به ترکی استانبولی: Seninle)(۲۰۲۲)
- «منم یا سَن» (همراه با لیل اورخان)(به ترکی آذربایجانی: Mənəm Ya Sən)(۲۰۲۲)
- «بیر هافتا» (به ترکی استانبولی:Bir Hafta)(۲۰۲۳)
- «یالان» (به ترکی استانبولی: Yalan)(۲۰۲۳)
- «آعیت» (به ترکی استانبولی: Ağıt)(۲۰۲۳)
- «بو کادار» (به ترکی استانبولی: Bu Kadar)(۲۰۲۳)
- «یوخ» (همراه با لیل اورخان)(به ترکی آذربایجانی :Yox)(۲۰۲۳)